# Трясохвіст білокрилий
Трясохві́ст білокрилий (Cinclodes atacamensis) — вид горобцеподібних птахів родини горнерових (Furnariidae). Мешкає в Південній Америці.

## Опис
Довжина птаха становить 19-23 см, довжина хвоста 8 см, довжина дзьоба 22 мм, вага 45-56 г. Голова і верхня частина тіла бурі з рудуватим відтінком, більш помітним на спині. Над очима білі "брови". Горло біле, поцятковане чорними плямками. Нижня частина тіла світло-сіра, боки сірувато-коричневі, крила чорнуваті з білими смугами. Нижні покривні пера крил білі, поцятковані коричневими плямками. Хвіст чорнуватий, крайні стернові пера на кінці білі. Очі карі. Дзьоб відносно довгий, чорнуватий, знизу біля основи світліший. Лапи коричневі.

## Підвиди
Виділяють два підвиди:
- C. a. atacamensis (Philippi, 1857) — Анди від центрального Перу (Ліма) через Болівію до крайньої півночі Чилі та до північно-західної Аргентини (на південь до Кордови і Катамарки);
- C. a. schocolatinus Reichenow, 1920 — Сьєррас-де-Кордова[en] (північ центральної Аргентини).

## Поширення і екологія
Білокрилі трясохвости мешкають в Перу, Болівії, Чилі і Аргентині. Вони живуть на високогірних луках пуна та у високогірних чагарникових заростях, поблизу річок і струмків. Зустрічаються на висоті від 2200 до 4500 м над рівнем моря. Живляться безхребетними, пуголовками і равликами. Віддають перевагу личинкам водяних комах. Гніздяться в жовтні-грудні. Гніздо невелике, чашоподібне. розміщується серед каміння або в норах. В кладці 2 білих яйця розміром 28×22 мм. І самиці, і самці доглядають за пташенятами. Білокрилі трясохвости іноді стають жертвами гніздового паразитизму синіх вашерів.